# Malvaglia
Malvaglia är en ort i kommunen Serravalle i kantonen Ticino, Schweiz. 
Malvaglia var tidigare en egen kommun, men den 1 april 2012 bildade Malvaglia, Ludiano och Semione  den nya kommunen Serravalle.